# Canal Blau
Canal Blau és un canal de televisió que forma part del Consorci Teledigital del Garraf. Canal Blau ha guanyat diversos premis com a millor televisió local catalana i ha obtingut un premi Octubre el 2000 al millor vídeo corporatiu i de promoció d'imatge de mitjans de comunicació.

## Història
Canal Blau va començar pel canal 49 de la UHF el juliol de 1989 fins al novembre de 1990 que va començar de manera regular com a canal generalista local. El 8 de febrer de 2000 es va estrenar Canal Blau Informació. El canal va consolidar una graella de programació basada en les informacions locals i comarcals, acompanyada amb la vessant radiofònica, Canal Blau FM, i la premsa digital amb El Sol Blau. El Nadal de l'any 2000 va realitzar La Marató de Canal Blau en la que es van recollir 700.000 pessetes i material per a dues escoles d'educació especial del Sàhara.
Amb l'inici de les emissions en prova del canal digital terrestre d'Antena 3 TV, el desembre del 2001, Canal Blau va entrar en conflicte amb aquesta cadena estatal pel canal 49, una freqüència que des del 1990 utilitzava l'emissora municipal Canal Blau Informació. El maig del 2006 Canal Blau va començar a emetre des de la freqüència 28, ja que Antena 3 es barrejava amb les seves imatges.
L'any 2011, en plena crisi, l'Ajuntament de Vilanova i la Geltrú estudià una reformulació de la televisió comarcal pública, Canal Blau i Maricel Televisió.
Actualment, Canal Blau és la televisió pública del Garraf emet a la TDT i a través de la seva pàgina web, que fa també de diari digital. La seva programació es basa en l'actualitat, la cultura i els esports i són conegudes les seves retransmissions del Carnaval de la comarca, especialment el de Sitges i Vilanova i la Geltrú Canal Blau Ràdio és l'emissora municipal de Vilanova i la Geltrú i emet una programació variada on destaquen El Matí de Canal Blau Ràdio i els programes esportius, amb les retransmissions dels partits del Club Patí Vilanova i el Club de Futbol Vilanova.